# Frillestads kyrka
Frillestads kyrka är en kyrkobyggnad i Kropps församling i Lunds stift.
Kyrkan uppfördes ursprungligen av sandsten under 1100-talets senare del.
Den ersattes dock 1877 av en helt ny kyrka med tresidigt kor, så när som på tornets nedre del som behölls från den gamla. Den nya kyrkan ritades av Johan Fredrik Åbom.
I tornvalvet finns kalkmålningar från 1400-talet bevarade.

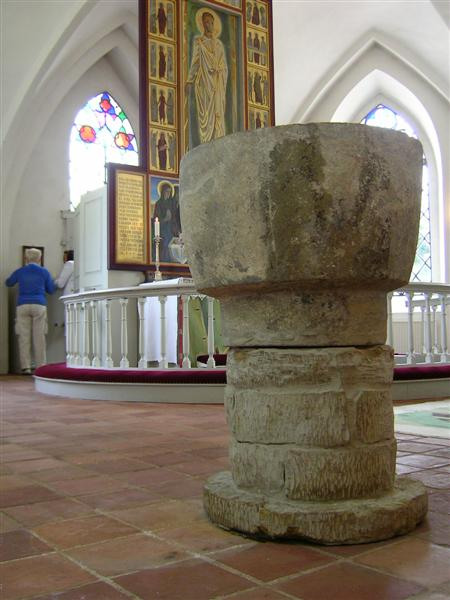
Dopfunten i kyrkan.

## Inventarier
- Dopfuntens cuppa är samtida med den gamla kyrkan.
- Det finns även krucifix kvar från den gamla kyrkan.
- Altartavlan målades 1956 av Poul Høm.
- En träskulptur av ek föreställande Jesus i väntan finns numera på Lunds universitets historiska museum, men fanns tidigare i kyrkan.

### Orgel

#### Elfströms ursprungliga orgel från 1890
Den nuvarande orgeln byggdes 1890 av Carl Elfström i Ljungby och är en mekanisk orgel. Orgeln renoverades 1953 av Bo Wedrup från Uppsala. Orgeln är sedan år 1988 ospelbar och ersatt av en elorgel.
| Manual          | Pedal   |
| Borduna 16´ B/D | Bihängd |
| Principal 8´    |         |
| Gedackt 8'      |         |
| Salicional 8'   |         |
| Gamba 8'        |         |
| Oktava 4'       |         |
| Gedackt 4'      |         |
| Oktava 2'       |         |

#### Ursprunglig orgel ombyggd 1999
1999 återinvigdes Elfströms orgel efter en ombyggnation av Nye Orgelbyggeri AB, Farstorp. De sju ursprungliga stämmorna, orgelhuset, bälgverket och fasaden har återanvänts från det föregående instrumentet. Orgeln har 17 stämmor, 906 pipor samt mekanisk traktur och registratur.
| Manual I (c-g3)         | Manual II            | Pedal (c-f1)   | Koppel    |
| ----------------------- | -------------------- | -------------- | --------- |
| Borduna 16' (1890) *    | Vox Retusa 8'        | Subbas 16' *   | I/P       |
| Principal 8' (1890) *   | Salicional 8' (1890) | Principal 8' * | II/P      |
| Gamba 8' (1890) *       | Voix céleste 8'      | Gedackt 8' *   | II/I      |
| Fleut Harmonique 8'     | Rörflöjt 8'          | Basun 16'      | I/I 4'    |
| Gedackt 8' (1890) *     | Flöjt 4'             | Trumpet 8' *   | II/II 16' |
| Octava 4' (1890)        | Flageolette 8'       |                |           |
| Octava 2' (1890)        | Fagott-Oboe 8'       |                |           |
| Cornett 3 chor (från g) | Calcant              |                |           |
| Trumpet 8' *            |                      |                |           |

* = växelregister